# Kristina Kuusk
Kristina Kuusk (* 16. November 1985 in Haapsalu, Estnische SSR, Sowjetunion) ist eine estnische Degenfechterin.

## Erfolge
Kristina Kuusk gewann 2012 mit der Mannschaft in Legnano die Bronzemedaille bei den Europameisterschaften, im Jahr darauf wurde sie mit der Mannschaft in Zagreb Europameisterin. 2014 gelang ihr in Kasan bei der Weltmeisterschaft mit der Mannschaft der Gewinn der Silbermedaille. Bei der Europameisterschaft 2016 wurde sie mit der Mannschaft zum zweiten Mal Europameisterin. Zudem nahm sie in dem Jahr an den Olympischen Spielen in Rio de Janeiro teil. Mit der Mannschaft verpasste sie einen Medaillengewinn: nach einem knappen 27:26-Erfolg über Südkorea im Viertelfinale folgte im Halbfinale gegen China eine 36:45-Niederlage, im Gefecht um Bronze unterlag man Russland mit 31:37. Bei der Weltmeisterschaft in Leipzig wurde sie mit der Mannschaft Weltmeisterin. Die Europameisterschaften 2018 in Novi Sad schloss sie mit der Mannschaft auf dem Bronzerang ab, im Einzel sicherte sie sich die Silbermedaille.
Kuusk wurde für ihre Erfolge in Estland mehrfach geehrt. In den Jahren 2013, 2014 und 2017 war sie Teil der estnischen Degenmannschaft, die als Mannschaft des Jahres ausgezeichnet wurde.

## Auszeichnungen
- Estlands Mannschaft des Jahres: 2013, 2014, 2017 (jeweils mit Irina Embrich, Julia Beljajeva und Erika Kirpu)